# 蕭融
蕭 融（しょう ゆう、泰豫元年（472年）- 永元3年3月12日（501年4月15日））は、南朝斉の宗室。字は幼達。梁の武帝蕭衍の弟にあたり、皇族として桂陽簡王に追封された。

## 経歴
蕭順之の五男として生まれた。永明元年（483年）、豫章王蕭嶷の下で大司馬行参軍をつとめた。
隆昌元年（494年）、鄱陽王蕭鏘の下で車騎行参軍となった。同年（建武元年）、太子舎人に転じた。江夏王蕭宝玄の下で車騎主簿をつとめた。ほどなく太子洗馬に任じられた。
永元2年（500年）10月、蕭融の兄の蕭懿が蕭宝巻に殺害された後、蕭宝巻が蕭懿の弟たちの捜索と逮捕を命じると、蕭融は捕らえられた。
永元3年3月12日（501年4月15日）、蕭融は殺害された。散騎常侍・撫軍将軍の位を追贈され、桂陽郡王に追封された。諡は簡王といった。

## 妻子

### 妻
- 王纂韶（473年 - 514年、王僧聡（王深の子で、王弘の弟の王虞の孫）の娘）

### 子
子はなく、兄の蕭懿の子の蕭象が後を嗣いだ。

## 伝記資料
- 蕭融墓誌
- 梁桂陽国太妃墓誌（王纂韶墓誌）
- 『梁書』巻23 列伝第17
- 『南史』巻51 列伝第41